# Fugger
Els Fugger foren una dinastia familiar d'Augsburg, al sud-oest d'Alemanya, al segle xiv. Es van destacar com a banquers, sent finalment considerats com els principals banquers dels Habsburg. Apareixen esmentats per primer cop al segle xiv (cap al 1367) i més tard Jakob Fugger va establir la grandessa de la família; fou nomenat comte de Kirchberg-Weissenhorn el 1511 amb drets sobirans inclosos el fer moneda. Van adquirir Gablingen (1527), Mickhausen (1528), Burgwalden (1529), Oberndorf an der Donau (1533), terres a Hongria (1535), Pflege Donauwörth (1536), Glött (1537), Babenhausen und Brandenburg (1539), Pless (1546), Rettenbach (1547), terres a Alsàcia (1551), Kirchheim (1551), Duttenstein (castell proper a Dischingen) (1551), Eppishausen (1551), Niederalfingen (1551), Stettenfels (1551), Reichau (prop de Boos) (1551) i Kettershausen und Bebenhausen (1558).

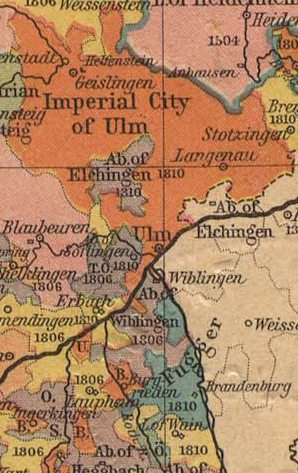
Mapa dels dominis dels Fugger al segle XVIII

La família es va dividir en nombroses línies de les quals alguna encara subsisteix.

## Referència
1. ↑  «Noms dels diversos prínceps de la família Fugger i les seves línies». Arxivat de l'original el 2008-05-13. [Consulta: 16 maig 2008].